# Joseph Mohr

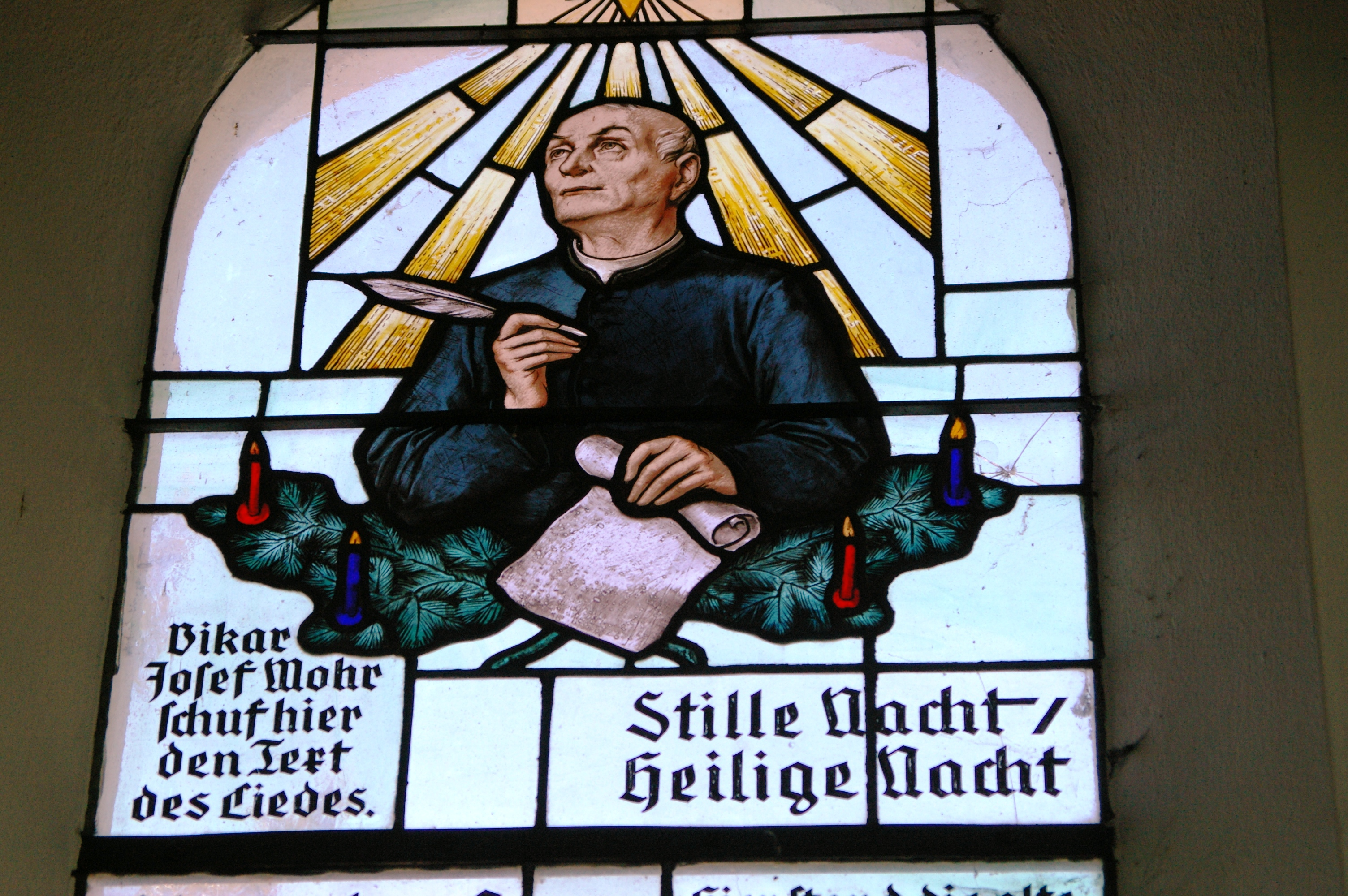
Joseph Mohr

Josef Franz Mohr, född 11 december 1792 i Salzburg i Österrike, död 4 december 1848 i Wagrain, var en katolsk präst. Tillsammans med tonsättaren Franz Gruber är han upphovsman till den kanske mest välkända julpsalmen Stilla Natt, som Mohr hade skrivit texten till några år tidigare och som framfördes för första gången 1818 i Oberndorf, en grannby till Salzburg.
Mohr prästvigdes 1815. Som katolsk präst levde han i celibat. Han verkade i Obernsdorf bara under två år, 1817–1819. Efter Oberndorf fick han tjänst i Kuchl, följd av tjänstgöringar i Golling an der Salzach, Bad Vigaun, Adnet och Anthering. År 1827 blev han pastor i Hintersee och 1837 i den alpina byn Wagrain. I Wagrain skapade han en fond för att möjliggöra för barn från fattiga familjer att gå i skola och han upprättade ett system för omhändertagande av äldre.
Mohr dog i lungsot 55 år gammal. Han är begraven i Wagrain. I Obernsdorf finns ett kapell till hans minne och också ett monument över honom och Franz Gruber.

## Psalmer
- Stilla natt, heliga natt (nr 114 i Den svenska psalmboken 1986) text 1818.